# Атлантическа пирозома
Атлантическите пирозоми (Pyrosoma atlanticum) са вид салпи от семейство Pyrosomatidae.
Таксонът е описан за пръв път от Франсоа Перон през 1804 година.